# Concile d'amour
Pour plus de détails, voir Fiche technique et Distribution.
Concile d'amour (Liebeskonzil) est un film allemand réalisé par Werner Schroeter, sorti en 1982.

## Synopsis
Le procès d'Oskar Panizza en 1895 et une représentation de sa pièce Le Concile d'amour.

## Fiche technique
- Titre : Concile d'amour
- Titre original : Liebeskonzil
- Réalisation : Werner Schroeter
- Scénario : Dietrich Kuhlbrodt, Horst Alexanderet Roberto Lerici d'après la pièce de théâtre Le Concile d'amour d'Oskar Panizza
- Photographie : Jörg Schmidt-Reitwein
- Montage : Catherine Brasier-Snopko
- Production : Hanns Eckelkamp
- Société de production : Atlas Saskia Film et Trio Film
- Société de distribution :
- Pays :  Allemagne de l'Ouest
- Genre : Drame
- Durée : 92 minutes
- Dates de sortie : 
  -  Allemagne de l'Ouest : 12 mars 1982
  -  France : 1er février 1984

## Distribution
- Antonio Salines : le diable / Dr. Panizza
- Magdalena Montezuma : le témoin
- Kurt Raab : le président du tribunal
- Agnès Nobecourt : Maria
- Renzo Rinaldi : le parrain
- Margit Carstensen : le procureur
- Roberto Tesconi : Jésus de Nazareth
- Kristina van Eyck : Agrippina
- Heinrich Giskes : le défenseur
- Gabriela Gomez-Ortega : Dona Sifilide
- Ofelia Meyer : Helena
- Hanja Kochansky : Purgue
- Solvi Stübing : Heloise
- Daniela Metternich : Abaelard
- Susanna Goihl : Salome

## Distinctions
Le film a reçu le prix de la critique au Festival international du film de São Paulo.